# Liste des présidents du Conseil des ministres du Liban
Le titre officiel du chef du gouvernement libanais est président du Conseil des ministres. 

## Avant l'indépendance
- Auguste Adib Pacha : 31 mai 1926 - 5 mai 1927
- Béchara el-Khoury : 5 mai 1927 - 10 août 1928
- Habib Pacha es-Saad : 10 août 1928 - 9 mai 1929
- Béchara el-Khoury : 9 mai - 11 octobre 1929
- Émile Eddé : 11 octobre 1929 - 25 mars 1930
- Auguste Adib Pacha : 25 mars 1930 - 9 mars 1932
- Charles Debbas : 9 mars 1932 - 29 janvier 1934
- Abdallah Beyhum : 29 janvier 1934 - 30 janvier 1936
- Ayoub Tabet : 30 janvier 1936 - 5 janvier 1937
- Kheireddine al-Ahdab : 5 janvier 1937 - 18 mars 1938
- Khaled Chéhab : 18 mars - 24 octobre 1938
- Abdallah al-Yafi : 24 octobre 1938 - 21 septembre 1939
- Abdallah Beyhum : 21 septembre 1939 - 4 avril 1941
- Alfred Naccache : 7 avril - 26 novembre 1941
- Ahmad Daouk : 1er décembre 1941 - 26 juillet 1942
- Sami Solh : 26 juillet 1942 - 22 mars 1943
- Ayoub Tabet : 22 mars - 21 juillet 1943
- Petro Trad : 1er août - 25 septembre 1943

## Après l'indépendance (novembre 1943)
- Riad El Solh : 25 septembre 1943 - 10 janvier 1945
- Abdel Hamid Karamé : 10 janvier - 20 août 1945
- Sami Solh : 23 août 1945 - 22 mai 1946
- Saadi Mounla : 22 mai - 14 décembre 1946
- Riad El Solh : 14 décembre 1946 - 14 février 1951
- Hussein Oueini : 14 février - 7 avril 1951
- Abdallah al-Yafi : 7 avril 1951 - 11 février 1952
- Sami Solh : 11 février - 9 septembre 1952
- Nazem Akkari : 10 - 14 septembre 1952
- Saëb Salam : 14 - 18 septembre 1952
- Abdallah al-Yafi : 24 - 30 septembre 1952
- Khaled Chéhab : 30 septembre 1952 - 1er mai 1953
- Saëb Salam : 1er mai - 16 août 1953
- Abdallah al-Yafi : 16 août 1953 - 16 septembre 1954
- Sami Solh : 16 septembre 1954 - 19 septembre 1955
- Rachid Karamé : 19 septembre 1955 - 20 mars 1956
- Abdallah al-Yafi : 20 mars - 18 novembre 1956
- Sami Solh : 18 novembre 1956 - 20 septembre 1958
- Khaled Hibri : 20 - 24 septembre 1958
- Rachid Karamé : 24 septembre 1958 - 14 mai 1960
- Ahmad Daouk : 14 mai - 1er août 1960
- Saëb Salam : 2 août 1960 - 31 octobre 1961
- Rachid Karamé :31 octobre 1961 - 20 février 1964
- Hussein Oueini : 20 février 1964 - 25 juillet 1965
- Rachid Karamé : 25 juillet 1965 - 9 avril 1966
- Abdallah al-Yafi : 9 avril - 2 décembre 1966
- Rachid Karamé : 7 décembre 1966 - 8 février 1968
- Abdallah al-Yafi : 8 février 1968 - 15 janvier 1969
- Rachid Karamé : 15 janvier 1969 - 13 octobre 1970
- Saëb Salam : 13 octobre 1970 - 25 avril 1973
- Amine Hafez : 25 avril - 21 juin 1973
- Takieddine Solh : 21 juin 1973 - 31 octobre 1974
- Rachid Solh : 31 octobre 1974 - 24 mai 1975
- Noureddine Rifaï : 24 mai - 30 juin 1975
- Rachid Karamé : 1er juillet 1975 - 8 décembre 1976
- Salim el-Hoss : 8 décembre 1976 - 20 juillet 1980
- Takieddine Solh : 20 juillet - 25 octobre 1980
- Chafic Wazzan : 25 octobre 1980 - 30 avril 1984
- Rachid Karamé : 30 avril 1984 - 1er juin 1987
- Salim el-Hoss : 1er juin 1987 - 24 décembre 1990 (sous occupation syrienne)
- Michel Aoun : 22 septembre 1988 - 13 octobre 1990
- Omar Karamé : 24 décembre 1990 - 13 mai 1992, sous occupation syrienne
- Rachid Solh : 13 mai - 31 octobre 1992
- Rafic Hariri : 31 octobre 1992 - 2 décembre 1998
- Salim el-Hoss : 2 décembre 1998 - 23 octobre 2000, sous occupation syrienne
- Rafic Hariri : 23 octobre 2000 - 21 octobre 2004, sous occupation syrienne (assassiné)
- Omar Karamé : 21 octobre 2004 - 19 avril 2005, sous occupation syrienne
- Najib Mikati : 19 avril - 19 juillet 2005
- Fouad Siniora : 19 juillet 2005 - 9 novembre 2009
- Saad Hariri : 9 novembre 2009 - 13 juin 2011
- Najib Mikati :13 juin 2011 - 15 février 2014
- Tammam Salam : 15 février 2014 - 18 décembre 2016
- Saad Hariri : 18 décembre 2016 - 21 janvier 2020
- Hassan Diab : 21 janvier 2020 - 10 septembre 2021
- Najib Mikati : 10 septembre 2021 - 8 février 2025
- Nawaf Salam : depuis le 8 février 2025